# Lijst van weg- en veldkapellen in Eindhoven
Dit is een onvolledige lijst van veldkapellen in de gemeente Eindhoven. Kapelletjes komen vooral in het zuiden van Nederland voor en werden dikwijls gebouwd ter verering van een heilige.
| Kapel                                   | Adres                                      | Plaats              | Bouwperiode  | Architect       | Foto |
| --------------------------------------- | ------------------------------------------ | ------------------- | ------------ | --------------- | ---- |
| Grafkapel (Fam. Smits van Oyen)         | Begraafplaats, Zwembadweg                  | Eindhoven           | 1875 en 1900 |                 |      |
| Grafkapel (Fam. Mignot)                 | Begraafplaats, Zwembadweg                  | Eindhoven           | 1850 en 1910 | F. van Ballaer  |      |
| Maria ter Welschapkapel                 | Sliffersestraat-Noord Brabantlaan-Heerbaan | Eindhoven-Meerhoven | 1950         |                 |      |
| Grafkapel van de familie Van Abbe       | Begraafplaats, Roostenlaan                 | Eindhoven-Stratum   | 1935         | A.J. Kropholler |      |
| Onze-Lieve-Vrouw-van-Banneuxkapel       | Loostraat 1                                | Eindhoven-Tongelre  | 1954         |                 |      |
| Maria, Koningin van de Vredekapel       | Fakkellaan 10                              | Eindhoven-Woensel   | 1991         |                 |      |
| Onze-Lieve-Vrouw van Zeven Smartenkapel | Riel                                       | Eindhoven           | 2008         | André de Bock   |      |